# It Wasn't Me
It Wasn't Me è un singolo del cantante giamaicano-statunitense Shaggy, pubblicato l'11 settembre 2000 come primo estratto dal quinto album in studio Hot Shot.
Il singolo ha visto la partecipazione del cantante britannico Rikrok.

## Descrizione
La base del brano sfrutta un sample della canzone Smile Happy dei War. Il testo del brano racconta la storia di un uomo (Rikrok) che chiede consiglio ad un amico più esperto (Shaggy) su come comportarsi con la fidanzata che lo ha visto insieme ad un'altra. L'unico consiglio che Shaggy offre è di negare di fronte all'evidenza (It wasn't me significa letteralmente Non ero io, ma si può tradurre anche come Non sono stato io).
La canzone è stata la prima numero uno di Shaggy negli Stati Uniti e il singolo seguente Angel ebbe lo stesso destino. It Wasn't Me ha raggiunto la vetta delle classifiche anche di quasi tutta Europa ed Australia divenendo il più grande successo commerciale del cantante giamaicano.
Da questa canzone trae ispirazione il singolo China di Anuel AA del 2019.

## Tracce
1. It Wasn't Me (Radio Edit) – 3:43
2. It Wasn't Me (Vocal 12" Mix) – 3:49
3. Dance & Shout (Pussy 2000 Club Mix Edit) – 8:07
4. It Wasn't Me (Enhanced Video)

## Classifiche
| Classifica (2001) | Posizione |
| ----------------- | --------- |
| Svizzera          | 2         |
| Austria           | 3         |
| Francia           | 1         |
| Paesi Bassi       | 1         |
| Belgio            | 1         |
| Svezia            | 2         |
| Finlandia         | 11        |
| Norvegia          | 2         |
| Danimarca         | 2         |
| Italia            | 2         |
| Australia         | 1         |
| Nuova Zelanda     | 6         |
| UK                | 1         |
| Billboard Hot 100 | 1         |